# 余绪缨
余绪缨（1922年—2007年），男，汉族，江西靖安人，中国会计学家，曾任厦门大学教授、博士生导师，厦门市政协副主席。